# Рузвельт (Юта)
Рузвельт (англ. Roosevelt) — місто (англ. city) в США, в окрузі Дюшен штату Юта. Населення — 6747 осіб (2020).

## Географія
Рузвельт розташований за координатами 40°16′48″ пн. ш. 109°59′57″ зх. д. / 40.28000° пн. ш. 109.99917° зх. д. (40.280034, -109.999226). За даними Бюро перепису населення США в 2010 році місто мало площу 14,43 км², уся площа — суходіл. В 2017 році площа становила 15,73 км², уся площа — суходіл.

## Демографія
Згідно з переписом 2010 року, у місті мешкало 6046 осіб у 1887 домогосподарствах у складі 1460 родин. Густота населення становила 419 осіб/км². Було 2067 помешкань (143/км²).
Расовий склад населення:
| - 82,3 % — білих - 8,2 % — корінних американців - 0,5 % — азіатів - 0,3 % — вихідців з тихоокеанських островів - 0,3 % — чорних або афроамериканців - 3,8 % — осіб інших рас |

До двох чи більше рас належало 4,6 %. Частка іспаномовних становила 9,2 % від усіх жителів.
За віковим діапазоном населення розподілялося таким чином: 36,9 % — особи молодші 18 років, 54,5 % — особи у віці 18—64 років, 8,6 % — особи у віці 65 років та старші. Медіана віку мешканця становила 26,2 року. На 100 осіб жіночої статі у місті припадало 95,5 чоловіків; на 100 жінок у віці від 18 років та старших — 92,3 чоловіків також старших 18 років.
Середній дохід на одне домашнє господарство становив 73 931 долар США (медіана — 62 351), а середній дохід на одну сім'ю — 79 360 доларів (медіана — 64 199). Медіана доходів становила 58 793 долари для чоловіків та 30 547 доларів для жінок. За межею бідності перебувало 13,5 % осіб, у тому числі 16,2 % дітей у віці до 18 років та 11,2 % осіб у віці 65 років та старших.
Цивільне працевлаштоване населення становило 2799 осіб. Основні галузі зайнятості: сільське господарство, лісництво, риболовля — 24,0 %, освіта, охорона здоров'я та соціальна допомога — 22,4 %, роздрібна торгівля — 9,8 %, мистецтво, розваги та відпочинок — 7,3 %.

## Персоналії
- Лорейн Дей (1920—2007) — американська акторка.